# Isola Ovečij
L'isola Ovečij (in russo остров Овечий, ostrov Ovečij) è un'isola russa, bagnata dal mare di Barents.
Amministrativamente fa parte del Pečengskij rajon, dell'oblast' di Murmansk, nel Circondario federale nordoccidentale.

## Geografia
L'isola è situata all'ingresso del golfo della Titovka (губа Титовка), lungo la costa sudoccidentale del golfo Motovskij, che è parte del mare di Barents. Dista dalla terraferma, nel punto più vicino, circa 75 m.
Ovečij è un'isola dalla forma irregolare che si trova lungo la costa nordoccidentale del golfo della Titovka, poco a nord dell'isola Titovskij (остров Титовский), con la quale forma il piccolo bacino naturale e punto d'approdo Titovskoe Ozerko (бассейн Титовское Озерко).

Misura circa 1,58 km di lunghezza e 740 m di larghezza massima al centro. Raggiunge l'altezza massima di 64,2 m s.l.m. nella parte centro-occidentale. Su questa altura si trova un punto di triangolazione geodetica. Un'altra altura di 36 m si trova nella parte meridionale.

Sull'isola sono presenti diversi piccoli laghi; dal maggiore, situato al centro, nasce un torrente che sfocia a nordest.
Nelle secche all'estremità orientale si trova uno scoglio.

## Isole adiacenti
Nelle vicinanze di Ovečij si trovano:
- Isola Titovskij (остров Титовский), 155 m a sud, è un'isola di forma allungata irregolare, sempre all'ingresso del golfo della Titovka. (69°34′50″N 32°03′47″E)
- Isola Mogil'nyj (остров Могильный), 1,95 km a est, è un'isoletta di forma ovale situata a nord del promontorio che separa la baia Kislucha (губа Кислуха) dalla baia Sennucha (губа Сеннуха). (69°35′26″N 32°07′38″E)